# Gene Kan
(Gene Kan)
Gene Kan (6 settembre 1976 – 29 giugno 2002) è stato un programmatore britannico.

## Biografia
Si è laureato a soli 21 anni alla Università della California - Berkeley nel 1997 con una specializzazione in ingegneria elettrica e scienze informatiche. A giugno del 2000, ha prodotto un motore di ricerca chiamato InfraSearch.com: il cofondatore di Netscape Marc Andreessen era uno degli investitori all'avvio. "InfraSearch" è stata comprata da Sun Microsystems il 6 marzo 2001 per 12.5 milioni di dollari, in opzioni della Sun. Kan viene poi assunto dalla Sun, e continua a lavorare nel campo della tecnologia.
È famoso per aver dato un contributo decisivo alla programmazione di Gnutella, uno dei primi programmi open source per ampliare lo scambio P2P. Dunque Kan è stato uno dei primi a dover affrontare le battaglie, anche legali, intraprese dalle major discografiche contro i programmi per la condivisione P2P, i quali sono divenuti famosi anche per la possibilità di condividere facilmente file musicali e video, anche se coperti da diritto d'autore.
Alle accuse contro il suo operato, che facilitava lo scambio illegale di materiale coperto da diritto d'autore, rispose: "Technology doesn't break copyrights, people break copyrights," (Non la tecnologia, ma l'uomo viola i diritti d'autore).
A partire dalla creazione di questo software è iniziato il dibattito sulla condivisione p2p, che ancora non ha trovato risoluzione. Le case discografiche e cinematografiche, stanno tuttora lavorando alla creazione di tecnologie  Digital Rights Management (letteralmente gestione dei diritti digitali) appositamente create per proteggere il materiale coperto da diritto d'autore dalla copia, e per impedirne l'invio a terzi non autorizzati. Tuttavia i file così prodotti limitano la libertà di coloro che acquistano regolarmente il prodotto, vedendosi impossibilitati per esempio ad usufruire del diritto avere più copie del proprio cd, oppure vedendosi costretti ad utilizzare un determinato tipo di dispositivo per ascoltare la musica acquistata. Per questi motivi, spesso gli artisti stessi osteggiano il Digital Rights Management.
Kan era molto conosciuto tra gli internauti per via della sua testimonianza resa a giugno del 2000 all'udienza della Commissione Giustizia del Senato statunitense, per quanto riguarda i diritti di proprietà intellettuali nell'era digitale . Il batterista dei Metallica Lars Ulrich, l'amministratore delegato della Sony Fred Ehrlich, e altri hanno testimoniato durante la stessa udienza.

## La morte
Kan soffriva da molto tempo di depressione; probabilmente lo stress causato dalle pressioni da parte delle case discografiche e dei media, contro un nuovo modo di concepire l'utilizzo della tecnologia, di cui lui aveva posto le basi, contribuì a minarne l'equilibrio psicologico. Stava assumendo Prozac già da diversi mesi, quando, il 29 giugno del 2002 si è suicidato con un colpo di arma da fuoco alla testa: al momento della morte aveva 25 anni; prima di commettere il suicidio, Kan ha aggiornato una copia elettronica del suo curriculum vitae, caricato nel server della Università della California - Berkeley, scrivendo "Sommario: Triste esempio di essere umano. Specializzato in fallimenti".